# 2 Become 1
„2 Become 1“ е третият сингъл на английската поп група Spice Girls, издаден на 16 декември 1996.
Песента се задържа на първо място в класацията за сингли на Великобритания UK Singles Chart.

## Списък

### Британско (част 1), Австралийско, Бразилско, Европейско и Южноамериканско CD
1. „2 Become 1“ (сингъл версия) – 4:05
2. „2 Become 1“ (оркестрова версия) – 4:05
3. „One of These Girls“ – 3:33
4. „Wannabe“ (Junior Vasquez Remix Edit) – 5:57

### Британско CD (част 2)
1. „2 Become 1“ (сингъл версия) – 4:05
2. „2 Become 1“ (Dave Way Remix) – 4:01
3. „Sleigh Ride“ – 3:18

### Европейско и Френско CD (част 2)
1. „2 Become 1“ (сингъл версия) – 4:05
2. „2 Become 1“ (оркестрова версия) – 4:05

### Японско CD
1. „2 Become 1“ (сингъл версия) – 4:05
2. „2 Become 1“ (оркестрова версия) – 4:05
3. „One of These Girls“ – 3:33
4. „Sleigh Ride“ – 3:18

### Американско CD (част 1)
1. „2 Become 1“ (сингъл версия) – 4:05
2. „One of These Girls“ – 3:33

### Американско CD (част 2)
1. „2 Become 1“ (сингъл версия) – 4:05
2. „2 Become 1“ (Dave Way Remix) – 4:01
3. „One of These Girls“ – 3:33
4. „2 Become 1“ (испанска версия) – 4:05
5. „2 Become 1“ (оркестрова версия) – 4:05

### Испански 12-inch vinyl сингъл
A1 „2 Become 1“ (сингъл версия) – 4:05
A2 „2 Become 1“ (оркестрова версия) – 4:05
B1 „Wannabe“ (Junior Vasquez remix редактиран) – 5:57
B1 „One of These Girls“ – 3:33

### Британски 12-inch vinyl сингъл
A1 „2 Become 1“ (Dave Way Remix) – 4:01
B1 „Wannabe“ (Junior Vasquez remix редактиран) – 5:57
B1 „Wannabe“ (Junior Vasquez Gomix dub) – 6:36

### Дигитално EP
1. „2 Become 1“ (сингъл версия) – 4:05
2. „2 Become 1“ (оркестрова версия) – 4:05
3. „One of These Girls“ – 3:33
4. „Wannabe“ (Junior Vasquez Remix Edit) – 5:57
5. „2 Become 1“ (Dave Way Remix) – 4:01
6. „Sleigh Ride“ – 3:18